# Helvetia Versicherungen
Helvetia (auch Helvetia Gruppe) ist eine seit 1858 bestehende international tätige Versicherungsgruppe mit Sitz in St. Gallen, Schweiz. Sie versichert mit rund 13'800 Mitarbeitenden mehr als 7,2 Millionen Kunden und erreicht ein Geschäftsvolumen von rund 11,3 Milliarden CHF (Stand: 2023).
Am 21. April 2025 haben Helvetia und Baloise eine Fusion unter Gleichen zur Helvetia Baloise Holding AG angekündigt, die voraussichtlich im vierten Quartal 2025 erfolgen soll. Am 23. Mai 2025 erfolgte die Zustimmung der Aktionäre von Baloise und Helvetia. Nun sind noch die Bewilligungen durch die Behörden erforderlich.

## Geschichte

### Gründung der Ursprungsgesellschaften ab 1858
1858 gründeten ostschweizerische Unternehmer und Kaufleute in St. Gallen die Allgemeine Versicherungs-Gesellschaft Helvetia (sie wurde später Helvetia Allgemeine oder Helvetia Transport genannt) als Transportversicherung. Als erste Gesellschaft in der Schweiz bot sie eine Versicherung gegen die Gefahren des Land-, Fluss- und Seetransportes an. 1861 folgte die Gründung von Helvetia Schweizerische Feuerversicherungs-Gesellschaft (auch: Helvetia Feuer). Anlass dafür war der Brand von Glarus, der Mängel im kantonalen Gebäudeversicherungswesen offenlegte. Bis 1887 wurden beide Gesellschaften gemeinsam verwaltet. 1894 folgte die Gründung der unabhängigen Genossenschaft Helvetia Unfall.

### Expansion ab 1862
1862 gründete Helvetia Feuer erste Niederlassungen in Deutschland und expandierte ab 1876 in die USA, wo sie Filialen in Kalifornien und New York eröffnete. Seit den 1920er Jahren gründete Helvetia zudem Tochtergesellschaften in Italien, Frankreich, Griechenland, Niederlande, Kanada und Spanien. Einige davon wurden in den Folgejahren wieder abgestossen (Griechenland 1997, Niederlande 1995, Kanada 2000). In Österreich übernahm Helvetia ab 1962 in Teilen und im Jahr 1993 als Alleineigentümer die Der Anker, Gesellschaft von Lebens- und Rentenversicherung, die bereits seit 1858 bestand, und nannte 2006 die Anker Versicherung in die Familienmarke helvetia um.

### Unternehmenskonsolidierung in der zweiten Hälfte des 20. Jahrhunderts
In den Jahren nach 1945 war es das Ziel aller grossen Schweizer Versicherer, den Schritt zur Allbranchen-Gesellschaft zu machen. In diesem Zuge wurde die Helvetia Transport 1961 eine Tochter von Helvetia Feuer, 1974 erfolgte die Verschmelzung. Daneben schloss sich 1968 Helvetia Unfall mit Helvetia Leben zusammen und war so Anbieterin im Leben- und Nichtlebengeschäft.
In dieser Konstellation war der Einstieg für Helvetia Feuer in den Bereich der Unfall-Haftpflicht- und Autobranche nicht möglich, da dieser von Helvetia Unfall betrieben wurde. Das Gleiche galt im umgekehrten Sinne für Helvetia Unfall mit ihrer Tochtergesellschaft Helvetia Leben. Helvetia Feuer und Helvetia Unfall standen sich so «mit ihrem gemeinsamen Namen gegenseitig im Wege und sahen sich im Blick auf den Zug zur Allbranchen-Gesellschaft in ihrer Bewegungsfreiheit eingeschränkt».
Eine Absprache zwischen Helvetia Feuer und Helvetia Unfall folgte. Es war eine nähere Zusammenarbeit angestrebt, jedoch sollte die Selbstständigkeit beider Partnergesellschaften gewahrt werden. Als Resultat kooperierte Helvetia Feuer zwischen 1968 und 1988 mit der Helvetia Unfall durch Schaffung von Zwillingsaktien.
1986 wurde die Trennung der Partnerschaft von Helvetia Feuer und Helvetia Unfall eingeleitet, und am Markt waren Helvetia Feuer und Helvetia Unfall letztlich ab 1989 wieder getrennt aktiv. Helvetia Feuer wurde zu Helvetia Versicherungen, und die Einführung des Dreiecksymbols als Logo datiert in jener Zeit. Helvetia Unfall nahm den Namen der als Reiseversicherung tätigen Tochtergesellschaft Elvia an (gehört heute zu Allianz Global Assistance).
1989 ergänzte Helvetia Versicherungen auch im Inland den Vertrieb um die Branchen Unfall, Haftpflicht und Motorfahrzeuge.

### Strategiewandel: Helvetia und Patria in den 1990er Jahren
1991 wurde Erich Walser zum Generaldirektor des Konzerns ernannt. Unter anderem erhielt er den Auftrag, eine neue Strategie umzusetzen, die den Schritt von einem Nichtlebensversicherer zu einer Allbranchen-Gruppe vorsah. In diesem Zuge entstand unter der Führung von Walser die Zusammenarbeit mit der damaligen Lebensversicherung Patria Leben. Die Patria Leben war ursprünglich als Basler Sterbe- und Vorsorgekasse 1878 in Basel gegründet worden, um als gemeinnützige Volksversicherung tätig zu sein. Zunächst wurde zwischen Helvetia Versicherungen und Patria Leben 1992 ein Kooperationsvertrag unterschrieben, die gemeinsame Geschäftsleitung begann 1994, 1996 wurde die Helvetia Holding gegründet. Der Zusammenschluss firmierte unter dem Namen Helvetia Patria.

### Marktkonsolidierung in den 1990er Jahren
Mit der Verabschiedung der neuen Rechtsstruktur wurde 1996 die Verstärkung der Marktpositionen in den Kernländern Schweiz, Deutschland und Österreich sowie in den beiden südeuropäischen Märkten Italien und Spanien angestrebt.
So beteiligte sich die Alte Leipziger mit 10 % am Aktienkapital von Helvetia Patria. Dank der Zusammenarbeit mit der Alten Leipziger tätigte Helvetia Patria in Deutschland Geschäfte in der Krankenversicherung, der Rechtsschutzversicherung und im Bausparen mit Gesellschaften der Alten-Leipziger-Gruppe. 2001 verkaufte die Alte Leipziger ihren Anteil wieder. Dadurch wurde die Schweizer Vereinigung der Raiffeisenbanken mit einem zweiprozentigen Anteil neuer Aktionär der Helvetia Patria Gruppe. Mit diesen Banken wurde im Nachgang die Kooperation ausgebaut.
In Österreich wurde Der Anker, Gesellschaft von Lebens- und Rentenversicherung 1993 zu einer hundertprozentigen Tochtergesellschaft.
In Italien übernahm Helvetia Patria 1998 Nordstern Danni und erwarb 2001 die Norwich Union Vita. 2005 kaufte sie das Versicherungsportfolio der Sofid Vita und erwarb drei Jahre später die Padana Assicurazioni sowie die Mehrheit an der Chiara Vita.
In Spanien erwarb Helvetia Patria Ende 1998 die nordspanische La Vasco Navarra LVN, eine mittlere Allbranchengesellschaft. 2000 wurde die Übernahme der Previsión Española abgeschlossen. 2003 erfolgte der Zusammenschluss der beiden Gesellschaften zur Helvetia Previsión mit Sitz in Sevilla.
Mit dem Kauf des Transportversicherungsbereichs der Kooperationspartnerin Royal & Sun Alliance 2002 und weiteren Akquisitionen wurde die Position im Transportversicherungsbereich ausgebaut. Aus den Niederlanden, Griechenland und Kanada zog sich Helvetia Patria bis 2000 ganz zurück.

### Akquisen ab 2010
Seit 2006 tritt Helvetia in allen Ländern unter der Einheitsmarke Helvetia auf. 2010 kaufte Helvetia in der Schweiz die Alba Allgemeine Versicherungs-Gesellschaft AG sowie die Phenix-Lebensversicherungsgesellschaft AG von der Allianz Suisse. 2011 wurden die Geschäftsbereiche dieser Unternehmen im Bereich Kranken-/Unfallversicherung an die beiden Versicherungsgesellschaften Innova und Solida verkauft. 2014 wurden Nationale Suisse und die österreichische Tochtergesellschaft der Baloise übernommen. Zu Nationale Suisse gehörte auch Smile, ein Online-Versicherer, welcher mit der Übernahme ebenfalls Teil der Helvetia Gruppe wurde. Werner Enz schrieb 2014 in der NZZ, dass der Kauf zu den grössten Versicherungsübernahmen der letzten Jahre in der Schweiz gehörte. 2020 übernahm Helvetia den spanischen Versicherer Caser, der gemessen am Umfang vergleichbar war mit dem Erwerb der Nationale Suisse. Die Übernahme stellte eine zentrale Umsetzung der Strategie helvetia 20.20 dar.

### Internationalisierung und Diversifizierung ab 2016
Im September 2016 wurde Philipp Gmür Konzernchef der Gruppe. Er prägte die Ausarbeitung der Unternehmensstrategie helvetia 20.20 massgeblich mit, die mittlerweile zur Strategie helvetia 20.25 weiterentwickelt worden ist. Kern dieser Strategie ist, Helvetia zu einer europäischen Versicherungsgruppe zu entwickeln und die Geschäftsbereiche bis 2025 zu diversifizieren. Im selben Jahr übernahm Helvetia 70 % der Aktien des Online-Hypothekenvermittlers MoneyPark und stieg mit dieser Mehrheitsbeteiligung in das Schweizer Hypothekengeschäft ein. 2022 übernahm Helvetia die restlichen Aktien der TX Group.
Anfang 2017 kündete das Unternehmen an, mittels eines eigenen Venture Funds in Start-up-Unternehmen zu investieren. Es folgten Investitionen in ebenjene, beispielsweise in Volocopter, Flatfox, Pricehubble, Baufi24.de oder in das Insurtech INZMO. Mit der Übernahme von Caser im Jahre 2020, expandierte die Gruppe auf dem europäischen Markt. Mit der Übernahme stieg Helvetia in den Bereich Gesundheit & Pflege ein, da Caser neben dem Versicherungsgeschäft sechs Krankenhäuser und je rund 24 Zahnkliniken sowie Alters- und Pflegeheime betrieb.
Im selben Jahr gründete das Unternehmen die Helvetia Asset Management AG. Über die Gesellschaft vertreibt das Unternehmen Dienstleistungen und Anlagen im Immobilienbereich. Ein erster Immobilienfonds der Gesellschaft wurde im April 2020 platziert. Es folgten weitere Kapitalerhöhungen, wodurch der Fonds zum 1. April 2023 über 47 Liegenschaften mit einem Marktwert von rund 1,09 Milliarden CHF verfügte, was ihn zu dem Zeitpunkt zu einem der grössten nicht kotierten Immobilienfonds der Schweiz machte.
2022 ging die Helvetia Gruppe eine Partnerschaft mit der Migros Bank für den Vertrieb von Autoversicherungen ein. Über die gegründete Tochtergesellschaft Medicall AG koordiniert die Helvetia Gruppe Unfallräumungen und das Abschleppwesen des Kantons Basel-Landschaft. Seit März 2022 firmiert Helvetia Liechtenstein unter dem Namen Helvetia Global Solutions (HGS) zur Anpassung an die internationale Ausrichtung der Gesellschaft. Ende 2022 startete die Helvetia Gruppe mit der Internationalisierung des Online-Versicherers Smile und führte diesen in den österreichischen Markt ein, mit einer weiteren Einführung auf dem spanischen Markt 2023.
Per 1. Oktober 2023 übergab Philipp Gmür den Vorsitz der Konzernleitung und den Posten des Group CEO an seinen Nachfolger Fabian Rupprecht.

### Fusion mit Baloise
Am 21. April 2025 haben Helvetia und Baloise eine Fusion unter Gleichen («Merger of Equals») angekündigt. Gemäss Schweizer Fusionsgesetz fusioniert voraussichtlich im vierten Quartal 2025 Baloise in Helvetia (Absorptionsfusion), vorausgesetzt die Aktionäre von Baloise und Helvetia genehmigen das geplante Vorhaben an den jeweiligen ausserordentlichen Generalversammlungen, die für den 23. Mai 2025 geplant sind, und vorbehaltlich der erforderlichen Bewilligungen durch die Behörden. Das neue Unternehmen würde den Namen Helvetia Baloise Holding AG tragen. Am 23. Mai 2025 erfolgte die Zustimmung der Aktionäre von Helvetia und Baloise.

## Unternehmensstruktur
Die Helvetia Gruppe ist in ihrer Konzerngeschichte aus verschiedenen schweizerischen und ausländischen Versicherungsunternehmen zu einer internationalen Versicherungsgruppe zusammengekommen. Die Unternehmensgruppe ist seit 1996 in einer Holdingstruktur organisiert. Dachgesellschaft der Helvetia Gruppe ist die Helvetia Holding AG, deren Namensaktien an der Schweizer Börse SIX Swiss Exchange kotiert sind. Grösster Aktionär der Versicherungsgruppe ist die Patria Genossenschaft mit einem Anteil von 34,1 %. Der Hauptsitz der Gruppe befindet sich im schweizerischen St. Gallen. Die Unternehmensgruppe beschäftigt rund 13'800 Mitarbeitende, davon rund ein Drittel in der Schweiz und erreicht ein Geschäftsvolumen von rund 11,3 Milliarden CHF (Stand: 2023). Der Konzern teilt sich in drei Segmente auf, in denen das europäische und schweizerische Segment zu ähnlichen Anteilen zusammengenommen 4/5 des Geschäftsvolumens ausmachen.
| Schweiz (43 %) | Europa (40 %) | Specialty Markets (17 %) |
| -------------- | ------------- | ------------------------ |

Quelle: Geschäftsbericht der Helvetia Gruppe
In der Schweiz ist Helvetia Allbranchenversicherer. In den zum Segment Europa zusammengefassten Ländern Deutschland, Italien, Österreich und Spanien vertreibt das Unternehmen jeweils direkt Lebens- und Nichtlebensversicherungen. In dem Segment Specialty Markets werden Transport- und Kunstversicherungen sowie aktive Rückversicherungen vertrieben. Hierfür verfügt Helvetia über eine Repräsentanz in Miami für den lateinamerikanischen sowie eine in Singapur für den asiatischen Markt und eine französische Tochtergesellschaft. Zudem organisiert Helvetia Teile ihrer Investment- und Finanzierungsaktivitäten über Tochter- und Fondsgesellschaften in Luxemburg. Helvetia versichert vor allem Privatkunden sowie kleine und mittlere Unternehmen, in ausgewählten Bereichen auch Grossunternehmen.

### Tochtergesellschaften
Helvetia ist über die Tochtergesellschaften mit einem länderübergreifenden Markenauftritt im westlichen Europa vertreten. In den im Europa-Segment zusammengefassten Ländern ist Helvetia in eigenen Ländergesellschaften organisiert. Zu den wichtigsten Tochtergesellschaften der Helvetia Holding gehören unter anderem: Caser (spanischer Versicherer, Betreiber von Krankenhäusern, Zahnkliniken sowie Alters- und Pflegeheimen); Helvetia Schweizerische Versicherungsgesellschaft AG, St. Gallen (Helvetia Versicherungen), Helvetia Schweizerische Lebensversicherungsgesellschaft AG, Basel (Helvetia Leben); Helvetia Global Solutions (kurz HGS, tätig im Nichtlebengeschäft, bietet Spezial- und Rückversicherungsdeckungen in den Bereichen Industrial Property, Engineering, Space, Aviation, Marine sowie Art an und versichert europaweit Risiken im B2B2C-Geschäft sowie im International Automotive Business). Smile (Onlineversicherung in der Schweiz) sowie die Europäische Reiseversicherung (ERV) werden als Zweigniederlassung geführt. Zudem generiert die Gruppe über die Helvetia Asset Management AG Erträge aus dem Dienstleistungsgeschäft im Immobiliensektor. Dazu wird der Swiss Property Fund, ein Schweizer Immobilienfonds, geführt. Das Mandat zur Verwaltung der Liegenschaften dieses Fonds liegt bei der Helvetia Asset Management AG als Konzerngesellschaft. Bei dem Fonds handelt es sich um einen Drittfonds, der nicht zur Helvetia Gruppe gehört.

## Geschäftsgang der Helvetia Holding
| Geschäftsjahr | Geschäftsvolumen (in Mio. CHF) | Periodenergebnis (IFRS n. Steuern, in Mio. CHF) | Ergebnis pro Aktie (in CHF) |
| ------------- | ------------------------------ | ----------------------------------------------- | --------------------------- |
| 2023          | 11'311                         | 713                                             |                             |
| 2022          | 11'097                         | 614                                             | 10,6                        |
| 2021          | 11'222                         | 520                                             | 09,2                        |
| 2020          | 09'714                         | 282                                             | 04,8                        |
| 2019          | 09'454                         | 538                                             | 10,5 (Aktiensplit 1:5)      |
| 2018          | 09'073                         | 431                                             | 41,9                        |
| 2017          | 08'641                         | 403                                             | 40,5                        |
| 2016          | 08'513                         | 377                                             | 36,1                        |
| 2015          | 08'235                         | 309                                             | 29,0                        |
| 2014          | 07'767                         | 393                                             | 43,0                        |
| 2013          | 07'477                         | 363                                             | 40,9                        |
| 2012          | 06'978                         | 333                                             | 37,1                        |

Quelle: Jahresabschlüsse von 2011 bis 2023 der Helvetia Gruppe

## Konzernleitung und Verwaltungsrat
Helvetia wird von einer neunköpfigen Konzernleitung geführt. Vorsitzender ist seit dem 1. Oktober 2023 Fabian Rupprecht. Der Verwaltungsrat umfasst zehn Mitglieder, Präsident ist Thomas Schmuckli. Er wurde an der Generalversammlung im April 2022 zum Nachfolger von Doris Russi Schurter gewählt.

## Geschäftstätigkeiten
Helvetia Versicherungen unterteilt seine Geschäftstätigkeiten in die Bereiche Lebengeschäft und Nichtlebengeschäft.
Lebengeschäft: Helvetia bietet Lebensversicherungen in der Schweiz, Italien, Deutschland, Spanien und Österreich an, insgesamt 37 % des gesamten Geschäftsvolumens. Darunter fallen Einzel- und Kollektiv-Lebensversicherungen.
Nichtlebengeschäft: Helvetia vertreibt im Geschäftsbereich Nichtlebengeschäft in der Schweiz und in Europa neben den klassischen Schadenversicherungen (Motorfahrzeug, Sach-, Haftpflicht) und Personenversicherungen (Unfall und Krankheit) auch Spezialversicherungen wie Transport, Technische Versicherungen und Kunstversicherungen, die mit der Aktiven Rückversicherung im Segment Specialty Markets zusammengefasst werden, insgesamt 63 % des gesamten Geschäftsvolumens.
Speciality Markets: Dieses Segment umfasst neben dem Segment Corporate (Finanzierungsgesellschaften, Corporate Center, die zentral verwalteten Kapitalanlagen sowie die Gruppenrückversicherung) das Vermittlungs- und Beratungsgeschäft (z. B. MoneyPark). Zudem sind diverse kleinere ausländische Servicegesellschaften Teil des Bereichs. Dieser umfasst seit 2020 auch die Einnahmen aus den Nicht-Versicherungsbereichen der spanischen Caser (Altersheime, Spitäler, weitere Dienstleistungen) sowie die Tätigkeiten der Helvetia Asset Management AG (Immobilienfonds für Drittanleger).

## Sponsoring
Die Helvetia Gruppe unterstützt als Sponsorin ausgewählte Projekte und Teams in den Bereichen Sport und Kultur in allen Vertriebsländern sowie Initiativen im Bereich klimafreundliche Wirtschaft.

### Sport
Helvetia ist unter anderem seit der Saison 2005/06 Verbandssponsorin des Schweizerischen Skiverbands Swiss-Ski, der Dachorganisation des Schweizer Schneesports. Sie unterstützt damit rund 300 Athletinnen und Athleten aus elf Disziplinen. Zudem war sie bis 2022 Hauptsponsor der Swiss Drone League.

### Kunst
Die Unternehmensgruppe besitzt eine Kunstsammlung mit über 2'000 Werken von rund 400 zeitgenössischen Schweizer Künstlerinnen und Künstlern. Diese werden im Helvetia Art Foyer in Basel ausgestellt. Zudem wird seit 2004 jährlich der Helvetia Kunstpreis vergeben. Mit dem Preis verbunden sind eine Ausstellung an der internationalen Kunstmesse Liste sowie ein Preisgeld von 15'000 Franken.

## Nachhaltigkeit
Helvetia ist Mitglied in der Initiative ceo4climate – einer Energie- und Klimapolitikkampagne der Schweizer Wirtschaftsverbände. Im April 2021 hat sich Helvetia ausserdem der Task Force on Climate-related Financial Disclosures (TCFD) angeschlossen, die internationale Transparenz zu klimabezogenen Risiken und Chancen fördert. Darüber hinaus investiert die Gruppe laut eigenen Angaben in klimafreundliche Anleihen und Projekte wie Cargo sous terrain und unterstützt die Errichtung von Schutzwäldern, beispielsweise im Jahr 2019 als Namenspatronin und Hauptsponsorin des Alpinen Schutzwaldpreises.